# Sleeping Dogs
Sleeping Dogs é um jogo eletrônico de ação e aventura em mundo aberto com elementos policiais. Foi desenvolvido pela United Front Games e distribuído pela Square Enix para PlayStation 3, Xbox 360 e Windows.
A história do jogo é ambientada em Hong Kong e foca-se em missões e operações de infiltração da polícia local dentro das Tríades (a Máfia Chinesa).
O jogo foi anunciado primeiramente em 2009 com o título True Crime: Hong Kong e era para ser o terceiro capítulo na série do jogo True Crime. O projeto ia ser distribuído pela Activision. Foi resultado de um orçamento de produção elevado, mas teve inúmeros atrasos. Por causa do fechamento da produtora Luxoflux, que produziu o jogo, ele acabou sendo cancelado pela própria Activision em 2011. Seis meses depois, foi anunciado que a Square Enix adquiriu a propriedade intelectual do jogo. Tiveram que mudar o nome do jogo para Sleeping Dogs em 2012, porque a Square Enix não conseguiu ficar com os direitos do nome True Crime.

## Jogabilidade

Sleeping Dogs foca-se sobretudo na luta corpo-a-corpo, dispondo os jogadores de muitos pontos de interação nos cenários.

A jogabilidade base de Sleeping Dogs consiste em dar ao jogador um ambiente em mundo aberto de forma á permitir deslocar-se livremente. Sleeping Dogs é um jogo de ação e aventura jogado em terceira pessoa, numa perspectiva com a câmera posicionada atrás do protagonista.
O jogador controla o ex-oficial da polícia de San Francisco dos Estados Unidos, Wei Shen enquanto ele se infiltra numa organização das Tríades chinesas chamada Sun On Yee (uma referencia à verdadeira tríade Sun Yee On). A pé, o personagem consegue correr, andar, pular, saltar por cima de obstáculos e nadar bem como também usar armas e realizar combates corpo a corpo. O jogador também pode conduzir os veículos, incluindo barcos, motos e automóveis.
O sistema de combate é mais concentrado em lutas corpo a corpo do que em tiroteios, com muitas influências no método "FreeFlow" usado em Batman: Arkham Asylum/City. As secções de condução nos automóveis são muito inspiradas na série do jogo Need for Speed, com alguns dos produtores já terem trabalhado em adjunção para o jogo. Se um jogador estás a conduzir algum automóvel, Wei tem a habilidade de saltar para outro veiculo em movimento.
Enquanto as missões de modo história são necessárias para progredir no jogo, desbloquear conteúdo e outras zonas da cidade, estas não são necessárias, os jogadores poderão completá-las a seu belo prazer. Enquanto não estão numa missão principal, os jogadores são livres para explorar melhor a cidade, podendo fazer outras atividades como roubo de carros, inscrever-se num clube de combate, karaoke, antros de jogo e apostas em lutas de galos. Também irão existir namoradas que Wei Shen pode visitar durante o jogo. Missões secundárias, como participar em corridas, podem ocupar o jogador durante horas. Também existem lojas onde Wei Shen pode comprar roupas, que lhe poderão dar alguns bónus. Assim como os fatos aumentam o XP Face, o vestuário de gang aumentará a XP Triad, o mesmo se aplica a uniformes de polícia: aumentam o Police XP.
Sleeping Dogs tem três tipos diferentes de XP, Triad XP, Face XP, e Police XP. Quanto mais Triad XP o jogador tem, mais equipamento brutal e habilidades poderá desbloquear pelo jogo. Com mais Face XP, o jogador ganhará respeito, permitindo-lhe contactar pessoas importantes. Quanto mais Police XP o jogador ganha, melhor equipamento policial e habilidades irá ter ao longo do jogo.
Sleeping Dogs contém também as estatísticas online e tabelas de liderança que permite aos jogadores comparar as suas pontuações com amigos, no entanto, o jogo não irá ter uma componente multijogador.

### Interface
A interface do jogo contém um minimapa que mostra o mapa da cidade com os seus pontos chave (pontos de contato e casas seguras) ou alvos. A energia de Wei é mostrada com um semicírculo vermelho no lado esquerdo do minimapa, enquanto que do lado direito, um semicírculo verde representa a armadura.

## Enredo
O jogo se passa em Hong Kong, onde o jogador assume o controle do Detetive Wei Shen, um agente de uma divisão do Departamento de Polícia de São Francisco, dos Estados Unidos, especializado em combater a máfia chinesa. Wei nasceu numa periferia de Hong Kong, ainda jovem se envolveu com a tríade Sun On Yee e começou à praticar atos criminosos com seus amigos, ele acabou envolvendo sua irmã Mia, no processo. Mia acabou sendo morta se envolvendo com muitas drogas e prostituição.

## Marketing
Antecedendo o lançamento, a United Front Games baseou-se muito no marketing viral. Sleeping Dogs tem tido uma promoção muito forte através da internet e na publicidade televisiva. Videos mensais eram colocados na página oficial da companhia e no YouTube oferecendo aos fãs previsões do jogo. Para manter o contato com os fãs durante a produção, serviços de rede sociais como o Facebook e o Twitter eram utilizados pelos membros da produção do jogo.
Sleeping Dogs apareceu em várias convenções de videojogos com o seu próprio stand, incluindo na Game Developers Conference'12, PAX East, e irá aparecer na E3 e provavelmente na Comic Con.
A Square Enix revelou bónus de pré-reserva para os jogadores norte-americanos nas lojas Best Buy, GameStop, e Amazon. Cada retalhista está a oferecer os seus próprios exclusivos juntamente com uma cópia do jogo. A Best Buy oferece o "Georges St. Pierre (GSP) Pack", a GameStop oferece o "Police Protection Pack", e a Amazon está a oferecer o "Martial Arts Pack".
Uma edição limitada do jogo (Limited Edition) estará disponivel em todos os retalhistas do Reino Unido para os consumidores que fizerem a pré-reserva, inclui "George St. Pierre (GSP) Pack" e o "Police Protection Pack". Uma edição especial para a Austrália estará disponivel nas lojas EB Games e JB Hi-Fi, e tem o mesmo preço  da versão normal, no entanto é limitada ao stock existente. A edição especial contém o "George St. Pierre (GSP) Pack", o "Police Protection Pack" e o "Martial Arts Pack". Conteúdo exclusivo para a versão digital para PC de Sleeping Dogs já está disponível para compra no Brasil.
A demo do jogo foi lançada na Xbox Live e na PlayStation Network a 22 de Agosto de 2012.

## Lançamento
O jogo foi lançado na América do Norte a 14 de agosto de 2012, seguindo-se a Austrália a 16 de agosto, e a 17 de agosto em quase toda a Europa. O lançamento no Japão foi a 27 de setembro de 2012, com o titulo Sleeping Dogs: Hong Kong Secret Police (スリーピングドッグス 香港秘密警察).
Críticos que tiveram acesso ao jogo em fevereiro de 2012 compararam os elementos jogáveis de Sleeping Dogs com outros jogos já aclamadas pela critica, elogiando o aspecto livre do jogo (similar à série Assassin's Creed), o sistema de combate corpo-a-corpo (similar a Batman: Arkham City), tiroteios em câmara-lenta (similar à série Max Payne), combate entre veiculos (similar a Just Cause 2), a estrutura das missões (similar á série Grand Theft Auto), e a profundidade do argumento.
A versão japonesa do jogo foi censurada para conseguir ser aprovada na classificação da CERO, organização que classifica os softwares de video games e de computadores no Japão. A mais notável é a penalidade que o jogador recebe ao atacar cidadãos durante certas missões. Outros ajustamentos incluem a remoção de um personagem que sinaliza o começo de uma corrida de rua, e uma cena de sexo menos explicita utilizando outro ângulo de câmara.

### Conteúdo Transferível
A 13 de Agosto de 2012 a Square Enix anunciou seis meses de "extensivo" conteúdo transferível para o jogo. Os primeiros dois conteúdos estavam disponíveis quando do lançamento do jogo na Xbox Live, PSN e Steam: a "Retro Triad Pack inspirada nos anos 80" e a "Top Dog Silver Pack" que adiciona pontos de experiência (3,000 pontos Tríade, 2,000 Pontos Policia e 2,000 Pontos Face).
A 21 de Agosto de 2012 foram lançados os pacotes "Top Dog Gold Pack", "Red Envelope Pack" e o "High Roller Pack". O "Top Dog Gold Pack" adiciona pontos de experiência (8,000 Tríade, 4,500 Policia e 4,500 Face). O "Red Envelope Pack" acrescenta 20 envelopes, cada um com HK$50,000, espalhados por Hong Kong. O "High Roller Pack" dá acesso antecipado ao veiculo Tuono, o fato High Roller, assim como $200.
Durante Outubro de 2012 foram lançados vários pacotes:
- O "Street Racer Pack" adiciona três novas corridas. Também incluído está a nova mota Sting, um capacete Dragon e um casaco de corrida que dá protecção extra contra tiroteios.
- O "SWAT Pack" adiciona vinte novas missões de policia, um fato SWAT com protecção extra e uma carrinha blindada SWAT.
- O "Tactical Soldier Pack" acrescenta ao jogo a "mais poderosa arma e armadura".
- A "surprise Community Gift Pack" gratuita, que adiciona um carro Bisai UFG modificado, uma t-shirt UFG e uma máscara de lutador.

A primeira expansão baseada na história foi revelada no dia 14 de Outubro durante a New York Comic Con.

## Recepção

### Criticas Profissionais
A primeira critica de Sleeping Dogs veio da revista Official PlayStation Magazine UK com a pontuação 9/10. O editor Ben Wilson descreve o jogo como "Enquanto Sleeping Dogs não inova o suficiente para ser considerada em pé de igualdade com a Rockstar, o fato é que fica muito perto (e até melhora em algumas maneiras) e merece um crédito enorme. Este é o jogo que Saints Row passou uma década desesperada para ser... É, sem dúvida, a surpresa mais brilhante e brutal de 2012.".
A segunda critica veio da Official Xbox Magazine UK, pontuou 9/10, e afirma "uma bela visão de Hong Kong com fantástica condução, uma bela e bem actuada história e missões variadas," apenas recebeu má critica pelo tamanho curto da história principal.
Na edição de setembro de 2012, na revista Game Informer, Sleeping Dogs recebeu a pontução de 7.75/10. O editor afirma que a história principal tem pouca criatividade, "animações faciais deficientes" durante os vídeos, mecânicas de armas de fogo más e erros de desenvolvimento que impedem a progressão. O editor também diz que "A experiência vale a pena ser jogada, mas como a jogabilidade tem muitos erros é compreensível a falta de fé no titulo por parte da Activision, a ex-publicadora.
A GamesRadar deu a pontuação de 4.5/5 afirmando que o jogo tem como pontos fortes "fantásticos tiroteios, condução e disparos; uma narrativa interessante; uma quantidade enorme de missões secundárias" e como pontos fracos "apenas algumas missões interessantes; a falta de personagens carismáticos; alguns erros e bugs.
O site IGN deu a pontuação de 8.5/10 e diz que "Sleeping Dogs fez coisas que me admiraram desde que comecei a jogar, e nunca mais pararam."
A GameSpot atribui a nota de 8/10: "Missões variadas, combate corpo-a-corpo sólido, e um cenário cativante faz de Sleeping Dogs uma boa escapadinha."
A Joystiq deu a pontuação de 3.5/5 e diz que Sleeping Dogs "é um bom jogo mas deixa-te mais a pensar na media que o inspirou, e possivelmente não ficará na vossa memória ao longo do tempo."
A revista Edge deu a pontuação 6/10 e diz que "Encontrarás aqui entretenimento bem executado, alguns momentos por qual vale a pena lutar, mas sem um bom argumento ou o polimento de um 'blockbuster' para o segurar, Sleeping Dogs começa a partir-se, preso como o seu herói. É incapaz de se comprometer às vibrantes cenas dos filmes de ação que parece estar enamorado, talvez devido aos recursos que foram retirados necessários para as suas obrigações como jogo de mundo aberto e de grande escala."
O editor Allistair Pinsof da Destructoid deu a pontuação de 9/10 ao jogo e concluiu "Entre o fantástico combate, os tiroteios, a apresentação, o argumento, e os elementos de RPG, Sleeping Dogs acabou por elevar as exigências para aquilo que é necessário para outros jogos terem de novo o trono. Boa sorte."
Vítor Alexandre da Eurogamer Portugal deu a nota 8/10 e diz que Sleeping Dogs "depressa conquistará a atenção daqueles que gostam de um bom jogo de ação em mundo aberto com uma infinitude de missões para realizar" e que "...traz de volta uma fórmula que já foi percorrida por alguns contendores e dentro desse quadro não ostenta grandes diferenças. Contudo, oferece particularidades únicas e um sistema de progressão que realmente convence." O editor também elogia o argumento dizendo que a história é "...apelativa e que brota constantes motivos de interesse."